# Richard Phillips
Richard Phillips (Kingston, 26 gennaio 1983) è un ostacolista giamaicano.
Ha gareggiato nei 110 metri ostacoli ai Giochi olimpici di Atene 2004, Pechino 2008 e Londra 2012.

## Palmarès
| Anno | Manifestazione          | Sede     | Evento   | Risultato  | Prestazione | Note |
| ---- | ----------------------- | -------- | -------- | ---------- | ----------- | ---- |
| 2008 | Giochi olimpici         | Pechino  | 110 m hs | 7º         | 13"60       |      |
| 2009 | Mondiali                | Berlino  | 110 m hs | Batteria   | 13"70       |      |
| 2011 | Mondiali                | Taegu    | 110 m hs | Semifinale | 13"76       |      |
| 2012 | Mondiali indoor         | Istanbul | 60 m hs  | Semifinale | dnf         |      |
| 2012 | Giochi olimpici         | Londra   | 110 m hs | Semifinale | dnf         |      |
| 2014 | Giochi del Commonwealth | Glasgow  | 110 m hs | Batteria   | 13"94       |      |